# Muhammad al-Yawad
Abu Yáfar Muhámmad ibn Alí al-Rida ibn Musa ibn Yáfar al-Yawad at-Taqi o, más sencillamente, Muhámmad al-Yawad o Muhámmad al-Taqi (en árabe Abū Ŷaʿfar Muḥammad b. ‘Alī ar-Riẓa b. Mūsa b. Ŷaʿfar al-Ŷawād at-Taqī) (cerca de Medina, junio de 811-Bagdad, 30 de noviembre de 835) fue el noveno imám de los chiitas doudecimanos. Su padre, que lo perdió cuando era niño, era Ali ibn Musa el octavo imam de los chiitas. Su madre era una esclava de Nubia en el norte de África, o del Imperio Romano de Oriente. Muhámmad Taqi pasó la mayor parte de su infancia en Medina, lejos de su padre, debido a que su padre no llevó a ningún miembro de su familia consigo, cuando se fue de Medina a Jorasán.
El califa Mamún le dio en matrimonio a su hija Umm Fadl (en 817, cuando el novio tenía 6 años, según al-Tabari, o 819, cuando tenía 8, según Ya'qubi, pero el matrimonio no fue efectivo hasta el 830). A la muerte del imán Ali ibn Musa en 818, Muhámmad tenía 9 años y no fue bien aceptada la subida al imamato de un menor, por lo que una parte de los chiíes reconoció como imam a Áhmad ibn Musa, hermano de Ali ibn Musa al-Rida, otro grupo se unió a los Waqefiyya que reconocían como último imám a Musa al-Kázim, y otros se hicieron suníes o zaydíes. En contraste con estas sectas, los partidarios de Muhámmad Taqi argumentaron que el conocimiento del Imamato no tenía nada que ver con la edad, así como la corta edad de Jesús no impidió que le llegara la revelación.
Debido a la opresión del gobierno, así como a la expansión de la población chiita, Muhámmad Taqi generalmente tuvo contacto con sus chiitas a través de la correspondencia. Mohámmad Taqi también tenía muchos abogados en todas partes del territorio islámico que representaban los asuntos de los chiitas en su nombre. Esta red de abogados, que fue fundada durante la época de los imames anteriores, tomó gradualmente una forma política. Ma'mún, que había vinculado a Muhammad Taqi con los levantamientos chiitas, lo convocó a Bagdad para controlarlo y le dio en matrimonio a su hija Umm al-Fadl. Los abasíes, que consideraban contraria a sus intereses el matrimonio y la entrada de Mohámmad Taqi en la casa de califa, intentaron desprestigiarlo celebrando debates científicos. 
Posteriormente, a Muhámmad Taqi se le permitió regresar a Medina; Pero Umm al-Fadl, que no tenía hijos con él, no se trataba bien con él. Después de la muerte de Ma'mún, se sospechó de Muhámmad Taqi y fue llamado a Bagdad. Según algunos narradores chiitas y sunitas, como Mas'udi e Ibn Sabbagh, Muhámmad Taqi fue envenenado por instigación del nuevo califa, Mu'tásim. Entre los imanes chiitas, era el más joven con 25 años. Hadi y Musa, conocido como Mubarqa, se encuentran entre sus hijos. La tumba de Mohámmad Taqi en Bagdad se encuentra junto a la tumba de su abuelo Kázim y se conoce como el santuario de "Kazimayin".

## Familia
Su padre era Ali ibn Musa, el octavo imán de los chiitas. Muhámmad Taqi era el único hijo de él; por esta razón, sus contemporáneos lo llamaban Ibn al-Rida. Según Sheij Kulayni, la madre de Muhámmad Taqi era una esclava llamada "Habíbah" de Nubia en el norte de África. Según una narración en el libro al-Kafi y libro al-Tahzib, la madre Mohámmad Taqi era conocida como "Jayzoran", de la familia de María, la esposa del Profeta del Islam. Según Nobajti, su nombre era "Dorrah", que luego se cambió a "Jayzoran". Se han mencionado otros nombres a la madre de Mohámmad Taqi, incluidas "Sabikah", "Sukaynah", "Reyhanah" y "Umm al-Hassan". Sin embargo, Ali ibn Musa al-Rida llamó a la madre de Muhammad Taqi "Jayzoran". Vendrá "se ha dado". En un hadiz atribuido a Ali ibn Musa al-Rida, el Profeta del Islam había dado la buena noticia del nacimiento de Muhammad Taqi como "un niño que nacerá de la mejor esclava Nubia".

## Nombre y títulos
El nombre del noveno Imam de los chiitas es Muhámmad y su kunya es Abu Yá'far y sus títulos son Taqi y Yawad. En los hadices chiitas se le conoce como Abu Yá'far al-Zani y para no confundirlo con Muhámmad al-Báqir, el quinto imán de los chiitas, que también se llama Abu Yá'far; los historiadores lo llamaron Abu Yá'far al-Thani (el segundo Abu Yá'far). 
Además de "Yawad", Zahabi le ha atribuido los títulos de Al-Qane' y Al-Murtada. Según Ibn Taymiyyah, Muhámmad Taqi era conocido por su generosidad antes de que se nombrara Yawad (generoso). Además, se han mencinado otros títulos como Zaki, Radi, Mujtar, Mutawákkil, Mardi, Mottaqi, Muntayab, Alim Rabbani y Hadi para él. Su padre lo llamó Sadiq, Sabir, Fadil, Qurrat a'in al-Mu'minin y Gayiz al-Mulhidin. Su apodo especial es Abu Ali.

## Nacimiento e infancia
Las fuentes históricas consideran que el año de nacimiento de Mohámmad Taqi es 195 AH; pero hay diferencias en el mes de su nacimiento. Sheij Tusi en su libro Misbah al-Mutahayyid, considera que su nacimiento es el décimo de Rayab. Pero Sheij Mufid considera que el mes de Ramadán es correcto. Muhámmad Taqi nació en una región cerca de Medina.
El intervalo de 30 años entre el matrimonio de Ali ibn Musa al-Rida y el nacimiento de Muhámmad Taqi generó dudas sobre la relación entre los dos. Además, esta sospecha hizo que algunos dudaran del Imamato de Rida, porque creían que cada Imam debería tener un hijo para que la posición del Imamato le fuera transferida a él.
Otro motivo de esta duda fue la diferencia en el color de la piel de Rida con su hijo Mohámmad Taqi. Según las fuentes, el color de piel de Mohámmad Taqi era más oscuro. Según una narración narrada por Sheij Kulayni en Al-Kafi, un día, según una cita anterior, los tíos, hermanos y hermanas de Ali ibn Musa al-Rida invitaron a unos expertos que reconocían la relación entre las personas por el rostro, a un jardín, y al-Rida estaba paleando en la esquina del jardín mientras iba vestido de jardinero, De una manera que no tiene ninguna relación con las personas presentes. Mientras tanto, presentaron a Mohámmad Taqi y pidieron a los expertos que identificaran a su padre entre la multitud. Los expertos coincidieron en que su padre no estaba entre la multitud, pero reconocieron a su tío de padre y su tía y tío. Entonces dijeron que si su padre estaé aquí, será el jardinero; Porque debajo de las piernas de los dos tienen la misma forma. En ese momento, Rida se unió a ellos y todos acordaron que el padre de Mohámmad Taqi es el jardinero. Por eso, según Ibn Shahr Ashub y Tabari, Ali ibn Musa al-Rida comparó a su hijo Muhámmad Taqi con Ibrahim, el hijo del Profeta del Islam, porque unas esposas del Profeta negaron celosamente su atribución a Mahoma y calumniaron a María, la esposa del Profeta.
Según Rasul Yafarian, debido al presión política del gobierno abbasí y también al principio de Taqíyyah, que los imanes chiitas se obligaron a observar para proteger a sus seguidores. No hay mucha información sobre la vida de Mohámmad Taqi en fuentes históricas. Lo que está claro es que Muhámmad Taqi pasó su infancia en Medina. Esta falta de claridad se debe al hecho de que después de que Ma'mún Abbasi convocara a su padre Rida a Jorasán, Rida no llevó a ninguno de los miembros de su familia a Jorasán y no estaba en contacto con ellos.
Antes del viaje del Imam Rida a Merv, cuando Yawad tenía 5 años, acompañó a su padre en un viaje a La Meca. Según Ibn Fondoq Muhámmad Taqi viajó a Jorasán en 202 AH a través de Tabas Massina para reunirse con su padre.
Muhámmad Taqi perdió a su padre a la edad de siete años. Según fuentes históricas Muhámmad Taqi vino a Jorasán para celebrar la fueneral según las reglas religiosas. Las fuentes chiitas consideran el viaje de Yawad desde Medina a Merv como un milagro. En un hadiz detallado en el libro Oyun Ajbar al-Rida, Aba Salt, el sirviente y compañero especial de Rida, cita que Rida, después de comer las uvas venenosas que Ma'mún le había dado, cayó enfermo en su cama hasta que el niño llamado Muhammad ibn Ali se presentó, a pesar de las puertas cerradas, entró y abrazó a Ali ibn Musa al-Rida. Según Aba Salt, Ali ibn Musa al-Rida falleció después de una conversación secreta entre el padre y el hijo. Después, Muhámmad Taqi bañó su cuerpo y lo cubrió con un sudario.
En otra narración del libro Kashf al-Ghumma, Mu'ammar ibn Jallad narra el viaje milagroso de Muhámmad Taqi a Jorasán diciendo que Muhámmad Taqi se fue de Medina con Mu'ammar y lo dejó solo en un desierto alrededor de Medina por un tiempo. A su regreso, Mohámmad Taqi justificó su ausencia así: "Ahora he enterrado a mi padre".

## Matrimonio y convivencia
Se narra de Tabari e Ibn Kazir, historiadores sunitas, que en el año 202 AH, cuando Ma'mún casó a su hija Umm Habíbah con Ali ibn Musa al-Reza, casó a su otra hija, Umm Fadl, con Muhámmad Taqi. Después de trasladar el centro del califato de Merv a Bagdad, aunque Ma'mun cambió el color de la bandera de verde, el símbolo de los chiitas, al negro; Pero mantuvo su relación afectuosa con Mohámmad Taqi.
Según el historiador chiita Rasul Yafarian, la política de Ma'mún hacia Muhámmad Taqi fue similar a su política hacia Ali ibn Musa al-Reida. El califa quería encarcelar a Muhámmad Taqi, por eso lo convocó a Bagdad para casarse con su hija. Ma'mún fue acusado de matar a Rida y tenía que tratar al hijo de Rida de tal manera que fuera absuelto.
Según las fuentes chiitas, cuando Ma'mún envenenó a Ali ibn Musa al-Rida, llamó a su hijo Muhámmad Taqi de Medina a Bagdad, el nuevo centro de califato, para casarse con su hija Umm Fadl, a pesar de la oposición de los abasíes.
Según Yaqubi, el historiador chiita, Ma'mún le dio a su nuevo yerno 100 000 dirhams y declaró que le gustaría ser el abuelo en el linaje de los descendientes del Profeta del Islam y Ali ibn Abi Tálib. Sin embargo Yawad no tuvo hijos de la hija de Ma'mún, sino de una esclava llamada Samanah.
Según una narración narrada por Sheij Mufid de Rayyan ibn Shabib, los abasíes se opusieron al matrimonio por temor a transferir el califato a la familia de Ali ibn Abi Tálib, al igual que su anterior oposición a la sucesión del califato por Ali ibn Musa.
Según Yafarian, los abasíes no se opusieron abiertamente a Ma'mún; sino bajo la excusa de que Muhámmad Taqi es niño y no tiene ningún conocimiento religioso y que no sabe las reglas de la religión. Para probar su error, Ma'mún organizó un consejo y convocó a los eruditos abasíes, encabezados por Yahya ibn Akzam, para debatir con Muhámmad Taqi.
Según Rasul Yafarian, el historiador chiita, Muhámmad Taqi fue convocado a Bagdad y Ma'mún casó su hija con él para controlar a Mohámmad Taqi y los movimientos de sus seguidores. Fuentes históricas mencionan que esta convocatoria sucesó en el año 215 AH.
Según una narración en Al-Kafi, Isma'il ibn Mehran había advertido a Muhámmad Taqi sobre este viaje y el peligro que los abasíes representaban para él y le preguntó quién será el Imam después de su muerte. La respuesta de Mohámmad Taqi fue que este peligro no es este año y será más tarde.
Muhámmad Taqi solía ir al palacio de Ma'mún para discutir con los eruditos. Según Tabari, este matrimonio tuvo lugar en 202 AH, al mismo tiempo que Ali ibn Musa al-Rida se casó con otra hija de Ma'mún, Umm Habib, pero Ya'qubi registró la fecha del matrimonio como 204 AH, cuando Ma'mún regresó a Bagdad. Según Madelung, el comienzo de la verdadera convivencia entre Muhámmad Taqi y Umm al-Fadl era en el año 215 AH, cuando Ma'mún convocó a Muhámmad Taqi de Medina a Bagdad.
Después de vivir en Bagdad durante ocho años, Muhámmad Taqi y Umm al-Fadl regresaron a Medina. En Medina, Umm al-Fadl tenía un desacuerdo con Mohámmad Taqi porque ella no tenía el poder de tener hijos y por otro lado, Mohámmad Taqi se casó con una criada llamada Samanah y ella dio a luz a un hijo de Mohámmad Taqi, quien más tarde fue conocido como el décimo imán de los chiitas.
En una carta a su padre, Umm al-Fadl se quejó con Mohámmad Taqi por casarse con las esclavas. Pero Ma'mún ignoró las quejas e incluso amenazó con no dejarla ir a su casa si esto continuaba. Por lo tanto, Mohámmad Taqi no fue arrestado ni acosado durante la época de Ma'mún. Después de la muerte de Ma'mún en 218 AH, Mu'tásim, el siguiente califa abasí, que era pesimista con respecto a Muhámmad Taqi, lo convocó a Bagdad en 220 AH. Muhammad Taqi dejó a su hijo Hadi y a su madre Samanah en Medina y se fue a Bagdad.
Algunas fuentes sunitas consideran que el viaje de Muhammad Taqi a Bagdad fue voluntario. Al contrario fuentes chiitas han informado que Mutasim encargó a Ibn Zayyat que llevara a Muhammad Taqi a Bagdad por la fuerza.

## Los hijos
Muhammad al-Yawad tenía dos esposas, Umm al-fadl, la hija de Ma'mun, y Samaneh, una esclava. No tenía hijos con su primera esposa, Umm al-fadl, y todos sus hijos nacieron de Samaneh, una esclava marroquí. Hadi y Musa, conocido como Mubarqa, se mencionan en todas las fuentes como los hijos de Mohammad Taqi. Según algunos libros genealógicos como Umari y Fajr Razi tenía más hijos, pero las fuentes antiguas no los confirman.
Musa Mubarqa es el segundo hijo de Muhammad Taqi, quien era famoso por su belleza y Sadat Radaviyyah son de su generación en Irán, Irak, India y Pakistán. Los nombres de las hijas de Mohammad Taqi también se han narrado de diversas formas. Ibn Sabbagh, un erudito sunita, ha mencionado a Fátima y a Amamah, Sin embargo, los nombres de Jadiyah, Hakimah y Umm Kulzum se han mencionado en el libro Dala'il al-Imamah. Fajr Razi también agregó los nombres de Bahyat y Barihah y dice que ninguna de las hijas de Mohammad Taqi tenían hijos.
Damin ibn Shadqam ha informado que las hijas de Muhammad Taqi son cuatro: Fátima, Jadiyah, Umm Kulzum y Hakimah y Menciona a Hakimah como la persona que desempeñó el papel de partera en el nacimiento de Huyyat ibn al-Hassan. Según Damin ibn Shadqam, Hakimah también es conocido como el narrador del "amuleto del Imam Yawad".

## El Imamato
Ali ibn Musa al-Rida recordaba repetidamente a sus compañeros que tendrá un hijo que después de él, estará a cargo de la posición del Imamato, Sin embargo, pasó mucho tiempo hasta que los chiitas pudieran ver al niño.
Muhammad Taqi tenía sólo cuatro años cuando su padre tuvo que dejarlo en Medina e ir a Jorasan para ocupar el puesto de sucesor de califa que Ma'mun se lo había preparado. Los chiitas le preguntaron repetidamente a Rida si un niño de esa edad podría encargarse el liderazgo de los chiitas si algo le sucediera, y Rida solía contarles la historia de Jesús, que era más joven que Muhammad Taqi en el momento de su profecía.
Muhammad Taqi era el primer imán que perdió a su padre cuando era niño. Debido al hecho de que su padre, Rida, no tuvo hijos hasta la edad de 47 años, y que según los hadices recibidos del Profeta del islam, los imanes chiitas son doce y nueve de ellos son descendientes de Hussain, La falta de hijo para Rida llevó a la secta Waqefiyya a utilizarlo como pretexto para cuestionar al Imamato de Ali ibn Musa al-Rida, así como al Imamato de su hijo Muhammad Taqi.
La inmadurez de Muhammad Taqi como un imam causó gran duda en la comunidad chiita, y se inició una discusión detallada sobre si la pubertad era una condición necesaria para el Imamato. Según Madelung, como resultado de esta crisis, los no imamíes que pretendían apoyar a Rida para obtener las bendiciones de califa abasí regresaron a sus creencias originales. Un grupo de chiitas que pensba que un niño puede convertirse en imam siguía a Ahmad ibn Musa, el hermano de Rida y se hizo conocido como la secta Ahmadiyya. Algunos se unieron a la secta Waqefiyya, que consideraba a Musa al-Kadim como el último imam.
Según Madelung, otro grupo de los chiitas se unió a las sectas zaidíes y sunnitas en esta confusión. Para luchar a la secta Waqefiyya, Muhammad Taqi prohibió a los chiitas hacer oración colectiva con ellos. La oposición de Zaydiyya a los chiitas doudecimanos condujo a la dura postura de Muhammad Taqi, hasta que los llamaó Nasibí (los enemigos de los imames).

## Compañeros y narradores de hadices
Sheij Tusi, el erudito chiita, ha enumerado ciento dieciséis narradores que han citado el hadiz de Muhammad Taqi. Entre ellos había algunas más confiables, de las cuales quedan muchos hadices; Algunos de ellos son: 
1. Ali Ibn Mahziar Ahwazi
2. Hussain Ibn Saeed Ahwazi
3. Dawud Ibn Qasim (conocido como Abu Hashim Yafari) 
4. Abdul Azim Hassani 
5. Abu Abdullah Muhammad Ibn Jalid Barqi 
6. Fadl Ibn Shazan 
7. Zakariyya Ibn Adam 
8. Muhammad Ibn Ismail Ibn Bazí 
9. Ali ibn Asbat Kufi 
10. Uzman ibn Sa'id Amri
11. Amr ibn Furat
12. Safwan ibn Yahya
13. Ahmad ibn Muhammad Bazanti
14. Yunos ibn Abd al-Rahman 
15. Hassan ibn Mahbub

## Milagros
Los eruditos chiitas atribuyen muchos milagros y un vasto conocimiento de los desconocidos a Muhammad Taqi y suelen comparar sus conocimientos y competencias con los de Jesús hijo de María, que se convirtió en profeta a pesar de su niñez, por eso Ma'mun expresaba un gran interés en él.
Según fuentes chiitas, ocurrió un incidente interesante en el primer encuentro de Ma'mun con Mohammad Taqi. Se narra que cuando Ma'mun estaba fuera de la ciudad cazando con sus aves rapaces, estaba cruzando un camino donde jugaban varios niños, incluido Mohammad Taqi. Cuando Ma'mun y sus compañeros se les acercaron en caballos, todos los niños, excepto Muhammad Taqi, huyeron. Esta reeacción de Mohammad Taqi sorprendió a Ma'mun. Ma'mun le preguntó cuál fue la razón para no escapar. Mohammad Taqi respondió: "El camino no es tan angosto que no haya espacio para cruzar; Y no he cometido pecado entonces no tengo miedo; Y no creo que seas una de esas personas que lastima a alguien inocentemente, así que no tengo motivos para huir". Al califa le gustó la respuesta. Después de una corta distancia de él, uno de sus aves rapaces le trajo un pequeño pescado. Ma'mun lo escondió en la mano y se volvió hacia Mohammad Taqi, que todavía estaba parado allí, y le pidió que adivinara qué estaba escondido en su mano. Muhammad Taqi respondió: "El Creador de los vivos creó un pequeño pez en el mar para que las aves rapaces de los reyes lo cacen y los califas prueben con él a los descendientes del Profeta del islam".
Ma'mun, que estaba muy interesado con la respuesta, preguntó sobre su linaje y Mohammad Taqi respondió. Después de poco tiempo Ma'mun organizó una gran reunión en la que se le hicieron varias preguntas a Mohammad Taqi, y todos sorprendieron con las respuestas correctas del niño. Más tarde, Ma'mun anunció oficialmente que había casado a su hija con Muhammad Taqi.
Entre los milagros atribuidos a Mohammad Taqi se encuentran hablar al nacer, ser trasladado de Medina a Jorasan en un momento para enterrar a su padre, conocer los secretos del pueblo, conocer el futuro y el momento de su asesinato, curar a los enfermos y responder a sus súplicas para sus aliados por Dios y contra sus enemigos. Además, las palabras que indicaban su conocimiento extraordinario afectaban a sus amigos e incluso a sus enemigos.
Según Sheij Mufid en al-Irshad, Muhammad Taqi en el camino de Meca entró en Kufa y se alojoló en la casa de Musayyib ibn Zuhair, donde había una mezquita, y realizó abluciones al pie de un árbol que no tenía frutos. Después de la oración, la gente vio que el árbol estaba dando fruto y comió sus frutos.

## Características morales
Según fuentes chiitas, Muhammad Taqi fue llamado "al-Yawad", que significa generoso, debido a su generosidad hacia la gente. Los informes indican que en los primeros años de su vida, cuando su padre estaba en Jorasan; Sus compañeros lo sacaban por la puerta lateral de la casa para no encontrarse con las personas que se reunían para recibir ayuda. Al enterarse de esta noticia, su padre le envió una carta desde Jorasan, prohibiéndole hacerlo y pidiéndole que no prestara atención a quienes que le decían que no pasara por la puerta principal; porque es por su tacañería. En la carta, al-Rida recomendió a su hijo: “Siempre que quieras salir de la casa, trae algunas monedas de oro y plata y ayuda a todos los pobres que te pidan ayuda. Si tus tíos te piden ayuda, no les des menos de cincuenta dinares, y si quieres puedes dar más; Y si tus tías te piden ayuda, no les des menos de veinticinco dinares, y si quieres, puedes dar más.”
Se ha narrado que Mohammad Taqi daba limosna todos los primeros de meses e intercedía ante las autoridades para aliviar el sufrimiento de la gente y rezaba mucho y todavía hay una oración atribuida él.

## Actividades

### La red de abogados
Durante el Imamato de Muhammad Taqi, debido a la expansión de la población chiita en Irak, Hiyaz e Irán, así como a la corta edad de Muhammad Taqi, al principio de su Imamato, el papel de los abogados en la supervisión de los asuntos diarios del los chiitas aumentaron considerablemente. Mohammad Taqi mantenía el contacto constante con sus seguidores a través de la correspondencia. Según un hadiz, su padre, Rida, lo elogió por escribir cartas "muy hermosas" cuando aún era niño. Sus cartas cubrían una amplia gama de temas, pero generalmente incluían respuestas a preguntas jurisprudenciales, especialmente sobre cuestiones personales como el matrimonio, el divorcio y la herencia.
Aunque La red de Abogados existió desde la época de Ya'far Sadiq, se utilizaba para recaudar fondos. En realidad La red fue fundada por Musa al-Kadim. Ali ibn Musa al-Rida mantuvo la organización, pero según Yassim Hussain durante la época de Muhammad Taqi, se convetió en una organización política y militar. La rebelión del pueblo de Qom en el año 210 de la Hégira, que condujo al asesinato de Yahya ibn Imran, el abogado de Muhammad Taqi, estuvo relacionado con las actividades de la red de abogados.
Ma'mun consideraba Mohammad Taqi relacionado con estas actividades, por eso lo convocó a Bagdad con el pretexto de casarse con su hija; Sin embargo, las rebeliones continuaron. Ya'far ibn Dawud Qomi, uno de los compañeros de Taqi, que había sido exiliado a Egipto, logró escapar y derrotar al ejército de Ma'mun en Qom con sus aliados. Ya'far fue asesinado más tarde por Mu'tasim, el siguiente califa; Pero su muerte no tuvo efecto negativo en las crecientes revueltas alauitas. Mu'tasim tenía que convocar a Mohammad Taqi a Bagdad para controlar la situación, sin embargo, Las actividades políticas de los abogados no paraban.
Los delegados de Muhammad al-Yawad eran: Ali Ibn Mahziyar en Ahwaz (Irán), Ibrahim Ibn Muhammad Hamedani en Hamadan (Irán), Yhaya Ibn Abi Imran en Rey (Irán), Yunos Ibn Abdorrahman y Abuamr al-Hadda en Basora (Irak), Ali Ibn Hassan Vaseti en Bagdad (Irak), Ali Ibn Asbat en Egipto, Safvan Ibn Yahaya en Kufa (Irak), Salih Ibn Muhammad Ibn Sahl y Zakariyya Ibn Adam en Qom (Irán). Muhammad Ibn Ali, además de tener delegados residentes, tenía otros ambulantes, a los que enviaba a las ciudades para recoger los dineros y para ayudar a los chiíes.
Unos de los chiíes que llegó a ser autoridad suprema en el gobierno de los abásidas fue Muhammad Ibn Ismail Ibn Baziee, ministro en el gobierno abásida. Además Hussein ibn Abdullah Neyshaburi llegó al poder en las regiones Bost y Sistan y Hakam ibn Olia Asadi en Baréin. Los dos pagaron Jums en secreto a Mohammad Taqi.

### Actividades científicos y debates
Aunque Muhammad Taqi se convirtió en imam a una edad temprana y su período de Imamato fue corto, en las fuentes chiitas y sunitas se conservan de él más de doscientos hadices sobre cuestiones jurisprudenciales, la interpretación del Corán, morales y doctrinales. Sin embargo, su posición científica no fue clara para la gente completamente, porque, además de la cortedad del período de su Imamato, la infancia de Mohammad Taqi, causó que tardara años en ser aceptado por la comunidad chiita, Pero la razón principal de ignorancia de su posición científica fueron las presiones políticas que hicieron que Mohammad Taqi mantuviera en secreto su Imamato hasta los diez años de edad. Por este motivo, los chiitas se comunicaban con él por correspondencia. Estas cartas generalmente se escribieron en respuesta a preguntas jurisprudenciales chiitas y a menudo incluyeron el nombre de la persona a quien Muhammad Taqi escribió la carta a él.
Muhammad Taqi fue convocado a debate por dos grupos. El primer grupo eran chiitas que dudaron de su Imamato debido a su corta edad. El segundo grupo eran anti-chiitas en la corte de Ma'mun y Mutasim, quienes estaban insatisfechos con su matrimonio con la hija de Ma'mun y su entrada en la corte abasí. Por esta razón, Yahya ibn Akzam fue incitado a debatir con él para destruir su credibilidad pero Muhammad Taqi ganó el debate y respondió correctamente a todas las preguntas.
Una reunión similar se llevó a cabo en Medina con la presencia de destacadas figuras chiitas de todo el mundo islámico que habían venido al Hajj y dudaban del liderazgo de Muhammad Taqi por su corta edad. Las respuestas de Muhammad Taqi  fue tan correcta y completa que despejó todas las dudas sobre su Imamato.
En uno de los debates sobre las virtudes de los califas, Yahya ibn Akzam le hizo preguntas a Muhammad Taqi sobre algunos hadices sobre el tema de las virtudes de Abu Bakr y Umar, y Muhammad Taqi, sin negar las virtudes de los califas, dio razones para demostrar que los hadices son falsos. Por ejemplo, según uno de estos hadices, se reveló Gabriel a Abu Bakr y le preguntó si estaba complacido con Dios o no. Muhammad Taqi, Citando un verso del Corán, preguntó: "¿No sabía Dios que Abu Bakr estaba complacido e insatisfecho?". En respuesta a otro hadiz que considera a Abu Bakr y Umar como los señores de los ancianos del Paraíso, Muhammad Taqi argumentó que todas las personas del Paraíso son jóvenes, entonces este hadiz es falso.
Según Maylesí, el erudito chiita, el último debate de Mohammad Taqi tuvo lugar en la corte de Mutasim. En esta reunión, Mutasim le preguntó sobre la calidad de la amputación de la mano de ladrón, y Muhammad Taqi, en contra de la sentencia de Ibn Abi Duad y otros juristas de la corte abasí, dictaminó que el ladrón debía ser amputado de las articulaciones de sus dedos. Con las explicaciones de Muhammad Taqi, Mutasim prefirió su fallo sobre todos los demás puntos de vista. Tres días después de este debate, Ibn Abi Duad fue a Mutasim y le advirtió que abandonara el fallo de los juristas de la corte y aceptara el fallo de Muhammad Taqi, lo que pocos creen en su Imamato, porque tendrá terribles consecuencias para el gobierno. El resultado de este debate llevó a Mu'tasim a aceptar el asesinato de Mohammad Taqi.

## Las narraciones
Algunas palabras de Mohammad Taqi se han registrado en fuentes chiitas. Estos son unos ejemplos de sus dichos:
1. El siervo de la verdad no encuentra la fe, a menos que ponga la religión y los mandamientos divinos en todo respecto por encima de sus deseos; Y nadie perecerá y será miserable a menos que anteponga sus deseos a los mandamientos divinos.
2. Las condiciones para aceptar el arrepentimiento son cuatro cosas: remordimiento en el corazón, pedir perdón con la lengua, reparación por el mismo pecado y una decisión seria de no volver a cometerlo.
3. Un creyente necesita tres cualidades: éxito de Dios Poderoso y Sublime, predicador de sí mismo y aceptación de quienes lo aconsejan.
4. El encuentro con los hermanos fieles purificará el corazón y lo iluminará, y florecerá el intelecto, aunque sea un poco tiempo.
5. Debes buscar el conocimiento, porque buscarlo es una obligación.
6. Asociarse con los insensatos conducirá a la corrupción moral; Y asociarse con sabios conduce al crecimiento y perfección de la moral.
7. El que hace injusticia, el que le ayuda y el que está satisfecho con la opresión son cómplices.
8. Hay tres cosas que conducen al agrado de Dios Todopoderoso: pedir perdón con frecuencia, ser humilde y dar limosna con frecuencia.

## Al-Yawad desde el punto de vista de los sunitas
Aunque Muhammad al-Yawad era el imán y líder de los chiitas, también tenía una posición destacada entre los sunitas:
Ibn Sabbagh Maliki en su libro Al-Fusul Al-Muhimmah menciona a Muhammad Taqi como el más joven de todos, mientras que tiene mayor honor y dignidad; Y lo considera de muchas perfecciones y milagros.
Ibn Taymiyyah y Salahuddin Safdi consideran a Muhammad Taqi como uno de los hachemitas famosos, quien ha sido apodado Yawad debido a su generosidad.
Shams al-Din Zahabi en La historia del Islam presenta a Muhammad Taqi, a pesar de su corta edad, como uno de los líderes de Ahl al-Bayt.
Shabrawi en Al-Ithaf, al describir a Mohammad Taqi, lo ha considerado como poseedor de muchas virtudes y dice que sus virtudes son conocidas entre los eruditos.
Shablanyi cita algunas de las virtudes de Mohammad Taqi y finalmente considera que el motivo de la insistencia de Ma'mun en casar a su hija con Mohammad Taqi era su perfección y conocimiento a pesar de su corta edad.
Sibt Ibn Yawzi también considera a Muhammad Taqi como su padre Rida en la piedad y la generosidad y el conocimiento.
Muhammad ibn Talha al-Shafi'i dice de al-Yawad: "Aunque era joven, era grande y famoso".
Ibn Hayar al-Haytami lo considera superior a todos en el conocimiento.

## Muerte
Según Kulayni, Tusi y Nobajti, Muhammad Al-Yawad murió en el último día del mes de Dhu al-Qadah en el año 220 DH. Mas'udi considera que su muerte es el cinco del mes Dhu al-Hiyyah, pero Jatib Bagdadí considera el seis de Dhu al-Hiyyah como el día de su muerte. Madelung considera el 6 Dhul-Hiyyah del año 220 DH la fecha correcta de su muerte. Por lo tanto, la edad de Muhammad Taqi fue de 25 años, la más corta edad entre los imanes chiitas.
Cuando Muhammad Taqi fue convocado a Bagdad nuevamente en 220 DH por orden de Mutasim Abbasi, viajó nuevamente a Bagdad y murió el mismo año. La muerte prematura, que ocurrió a la edad de 25 años, aumentó la probabilidad de envenenamiento y asesinato.
Según Mas'udi, Mohammad al-Yawad fue asesinado por su esposa, Umm al-fadl en Bagdad, y como recompensa por su servicio, entró al harén de al-Mu'tasim. Ibn Tulun e Ibn Sabbagh también consideran el acceso de Umm al-fadll harén de Mu'tasim como evidencia del asesinato y como recompensa por ella. Rasul Yafarian, el historiador chiita contemporáneo, escribe en la prueba histórica de este asesinato; En el año 215 DH, cuando Muhammad al-Taqi fue convocado a Bagdad por Ma'mun, no eligió un sucesor, pero en el viaje reciente, que fue ordenado por Mutasim, eligió un sucesor para sí mismo, lo que podría ser una señal de que Mohammad Taqi se sentía un peligro durante este viaje.
Aunque el envenenamiento de Mohammad Taqi no ha sido probado por algunos eruditos chiitas como Sheij Mufid, Tusi y Kulayni, Mas'udi ha confirmado en una narración detallada el envenenamiento de Mohammad Taqi por Umm al-fadl y por instigación de Mutasim y Yafar, el hermano de Umm al-fadl. Según Ibn Shahr Ashub y Ayyashi, uno de los ministros de Mu'tasim lo envenenó por orden del califa. La convocatoria de Mohammad Taqi a Bagdad y su repentina muerte a una edad temprana se citan generalmente como prueba del asesinato de Mohammad Taqi.

## El santuario
La tumba de Muhammad Taqi se encuentra en el norte de Bagdad, junto a la de su abuelo Musa Kazim. Este santuario después del entierro de Musa Kazim y Muhammad Taqi se llama Kazimayn (Dos kazimes = Kazim y Taqi). Este lugar fue originalmente un cementerio de Quraysh. Antes de su muerte, Musa Kazim compró una parte del cementerio para su entierro. Después de la muerte de Muhammad Taqi en Bagdad, fue enterrado junto a la tumba de su abuelo. Luego se construyó un edificio sobre las tumbas y se llamó tumba "Kazimiyyah". Había una mezquita cerca del santuario en la que los chiitas solían entrar y visitar las tumbas de los dos imanes. Gradualmente, se construyeron casas alrededor del santuario y se formó un pueblo.
Más tarde, se construyeron el zarih sobre los dos tumbas. Durante el reinado de Daylamites, cuando disminuyó el miedo a los chiitas, aumentó la multitud alrededor del santuario y se construyeron nuevas casas y edificios. En el año 336 DH, Mu'izz al-Din Ahmad ibn Buyah decoró los zarihes y amplió el patio alrededor del santuario y nombró soldados para proteger a los peregrinos. En el año 369 DH, Adud al-Dawlah reparó la tumba. En el año 443 DH, el santuario fue destruido por el conflicto entre los chiitas y los sunnitas, pero fue reconstruido en el año 446 DH. En el año 490 DH, uno de los ministros de Malik Shah I, el emperador selyúcida, estableció los minaretes del santuario.
En el año 517 DH, coincidiendo con el gobierno del al-Mustárshid Abbasi, el santuario fue saqueado y destruido, y luego en el año 575 DH, Nassir Ledinelah lo reconstruyó y amplió. Durante el reinado de su hijo, Zahir Biamrilah, el santuario fue incendiado y dañado. Zahir y su hijo Mustansir Bilah repararon el santuario. Después el santuario y la ciudad de Bagdad fueron dañados de nuevo por la inundación del río Tigris.
En 926 DH, Shah Ismail, el rey safávida, reconstruyó el edificio del santuario y amplió los minaretes a cuatro. También construyó la famosa mezquita safávida al lado del santuario. En 1211 DH, Mohammad Shah Kayar doró y alicató el santuario y compró algunas casas circundantes y las agregó al santuario. Según los chiitas, la peregrinación de Musa Kazim y Muhammad Taqi tiene una gran recompensa como el paraíso y se considera como una peregrinación a la tumba del Profeta del Islam, Ali ibn Abi Talib y Hussain ibn Ali.